# Пауль Берндт
Пауль Берндт (нім. Paul Berndt; 21 березня 1879, Гросс-Горст — 10 вересня 1941, Лечин) — німецький військово-морський діяч, віце-адмірал-інженер запасу (30 вересня 1933).

## Біографія
1 жовтня 1897 року вступив на флот машиністом. З жовтня 1908 року служив на міноносцях, морський інженер (10 листопада 1908). У 1912-14 роках служив в Східній Азії. Учасник Першої світової війни. У серпні 1914 року призначений старшим інженером на легкий крейсер «Бреслау» і після його відходу в Чорне море у вересня 1914 року став інженером флотилії міноносців в Туреччині.
У грудні 1918 року повернувся в Німеччину і 18 жовтня 1919 року перейменований в капітан-лейтенанти. З 1 жовтня 1925 року — флотський інженер в штабі командувача флотом. 26 вересня 1927 року переведений в Морське керівництво. 1 січня 1928 року призначений інженер-офіцером при штабі Морського керівництва. Одночасно 1 грудня 1929 року очолив Військово-інженерний відділ. Після приходу НСДАП до влади в Морському управлінні почалася широкомасштабна чистка керівного складу, і 28 вересня 1933 року Берндт був звільнений у відставку.

## Нагороди
- Китайська медаль в бронзі
- Медаль «За вислугу років» (Пруссія) 3-го класу (9 років)
- Залізний хрест 2-го і 1-го класу
- Срібна медаль «Імтияз» з шаблями (Османська імперія)
- Орден Меджида 4-го ступеня з шаблями (Османська імперія)
- Срібна медаль «Ліакат» з шаблями (Османська імперія)
- Військова медаль (Османська імперія)
- Хрест «За вислугу років» (Пруссія)
- Почесний хрест ветерана війни з мечами